# 킴 슈라너
킴 슈라너(Kim Schraner, 1976년 1월 1일 ~ )는 캐나다의 배우, 연극 배우, 영화배우이다.
토론토에서 태어났다.

## 영화
- 쏘우 3D (2010년) - 팰머 역
- 개구쟁이 데니스 크리스마스 (2007년)
- 퍼펙트 파이 (2002년)
- 아메리칸 싸이코 2 (2002년)
- T.R.A.X. (2000년)
- 시니어 트립 (1995년)